# 山本繁造
山本 繁造（やまもと しげぞう、1854年9月22日（安政元年8月1日） - 1923年（大正12年）3月3日）は、日本の僧。政治家、衆議院議員（2期）。

## 経歴
摂津国菟原郡、のちの兵庫県菟原郡葺合村（現神戸市中央区葺合町）出身。葺合村会議員、戸長、葺合区会議員、神戸市会議員、所得税調査委員、神戸港改築委員となる。また、神戸市商品取引所(株)理事長、神戸鳥魚青物市場、神戸葺合港湾改築各(株)取締役を務めた。のち、浄土真宗本願寺派教師になり、大阪府三島郡岸部村(現・吹田市)にある大光寺の副住職となった。
1898年3月の第5回衆議院議員総選挙において兵庫2区から自由党公認で立候補して初当選する。同年9月の第6回衆議院議員総選挙は不出馬。1904年の第9回衆議院議員総選挙において神戸市選挙区から立憲政友会公認で出馬して復帰。衆議院議員を2期務め、1908年の第10回衆議院議員総選挙は不出馬。1923年に死去した。